# Finala Ligii Campionilor 2025
Finala Ligii Campionilor 2025 a fost ultimul meci al Ligii Campionilor UEFA 2024–25, cel de-al 70-lea sezon al turneului european de fotbal pentru cluburi, organizat de UEFA, și al 33-lea sezon de când a fost redenumit din Cupa Campionilor Europeni în Liga Campionilor UEFA. S-a jucat la Allianz Arena din München, Germania, pe 31 mai 2025. Aceasta a fost prima finală a Ligii Campionilor UEFA jucată sub noul format al sistemul elvețian.
Câștigătorii au câștigat dreptul de a juca împotriva câștigătorilor UEFA Europa League 2024-2025 în Supercupa Europei 2025.

## Stadion
Aceasta va fi a doua finală a UEFA Champions League găzduită la Allianz Arena; prima a avut loc în 2012. În general, va fi a cincea finala Cupei Europei care va avea loc la München, cu 1979, 1993 și 1997 care au loc la Olympiastadion. Finala va fi, de asemenea, a noua care va avea loc în Germania, având loc și la Stuttgart în 1959 și 1988, Gelsenkirchen în 2004 și Berlin în 2015, egalând recordul de nouă finale ale Cupei Europei desfășurate în Italia și Spania. Allianz Arena a găzduit anterior meciuri de la Cupa Mondială FIFA 2006, și a fost aleasă ca locație gazdă pentru UEFA Euro 2020 și UEFA Euro 2024.

### Selecție gazdă
La 16 iulie 2021, Comitetul Executiv al UEFA a anunțat că Stadionul Olimpic Atatürk din Istanbul va găzdui Finala Ligii Campionilor 2023 în locul Munchenului. Acest lucru s-a datorat faptului că Istanbulul a avut de două ori finala Ligii Campionilor destinată orașului lor mutată din cauza Pandemia de COVID-19. Planuit inițial ca gazde pentru finala 2020, meciul a fost mutat la Lisabona, iar gazdele finale s-au mutat înapoi cu un an, Istanbulul fiind în schimb premiat cu finala 2021. Cu toate acestea, cu câteva săptămâni înainte de finală, meciul din 2021 a fost mutat la Porto din cauza călătoriei restricții.
Munchen, selectat inițial să găzduiască finala 2022 de către Comitetul Executiv al UEFA în timpul întâlnirii lor de la Ljubljana, Slovenia, pe 24 septembrie 2019, a fost planificat ulterior să găzduiască finala 2023 după schimbarea gazdelor finale. Cu toate acestea, orașul a primit finala din 2025, după ce a fost eliminat din 2023 de Istanbul.